# غاو تورينجيا
غاو تورينجيا (بالألمانية: Gau Thüringen ) كان قسمًا إداريًا لألمانيا النازية في تورينجيا من عام 1933 إلى عام 1945. قبل ذلك، من عام 1926 إلى عام 1933، كان التقسيم الإقليمي للحزب النازي في تلك المنطقة.

## التاريخ
تم إنشاء نظام النازي جاو في الأصل في مؤتمر للحزب في 22 مايو 1926، من أجل تحسين إدارة هيكل الحزب. منذ عام 1933 وما بعده، بعد الاستيلاء النازي على السلطة، حل الجاو محل الولايات الألمانية كتقسيمات إدارية في ألمانيا. 
على رأس كل جاو، هناك غاوليتر ذو صلاحيات شبه مطلقة. كل غاولتير محلي غالبًا ما كان يشغل مناصب حكومية بالإضافة إلى مناصب حزبية وكان مسؤولًا، من بين أشياء أخرى، عن الدعاية والمراقبة، ومنذ سبتمبر 1944 فصاعدًا، فولكسستورم والدفاع عن الغاو.  
تم شغل منصب غاولايتر في تورينجيا في الأصل من قبل أرتور دينتر. في 30 سبتمبر 1927 تولى فريتز ساوكل منصب غولايتر وتولى هذا المنصب حتى نهاية الحرب. تم إعدام ساوكيل بتهمة ارتكاب جرائم حرب في 16 أكتوبر 1946.  كان نوابه ويلي مارشلر (1927-1932) ، فريتز ويتشلر (1932-1935) وهاينريش سيكمير (1936–1945). 
كان معسكر اعتقال بوخنوالد يقع في غاو تورينجيا. من بين 238,980 سجين تم إرسالهم إلى المعسكر قتلوا 43,045. 